# Riccardo Annibaldi
Riccardo Annibaldi (né à Rome, Italie, en 1200/1210 et mort à Rome le 4 octobre 1276) est un cardinal italien  de l'Église catholique du XIIIe siècle, nommé par le pape Grégoire IX. Il est un neveu du pape Innocent III, l'oncle du cardinal Annibale d’Annibaldi, O.P. (1262) et un parent (neveu ?) du pape Alexandre IV. Il y a des sources qui le confondent avec le cardinal Riccardo di Montecassino, O.S.B. (1255/1256).

## Biographie
Le pape Grégoire IX le crée cardinal  lors du consistoire de 1237. Le cardinal Annibaldi est recteur de Campagne et Maritime et vicaire de Rome en 1251-1260. Il est nommé archiprêtre de la basilique Saint-Pierre en 1254.
Il participe à l'élection de Célestin IV en 1241, à l'élection de 1241-1243 d'Innocent IV et  à l'élection d'Alexandre IV en 1254. Il participe aux élections  d'Urbain VI en 1262, de Clément IV en 1264-1265 et de Grégoire X en 1268-1271, lors desquelles il est un des cardinaux qui choisissent le pape par compromis. Il ne participe pas au premier conclave de 1276, lors duquel Innocent V est élu, mais il participe au deuxième conclave de 1276 et troisième élection de 1276 (élection d'Adrien V et de Jean XXII).